# American Football (gruppo musicale)
Gli American Football sono un gruppo musicale statunitense, formatosi nel 1997 a Urbana, Illinois. Dopo essersi sciolti nel 2000 sono ritornati in attività nel 2014. Fanno parte della scena Midwest emo.

## Storia
Mike Kinsella e Steve Holmes si sono conosciuti alla Wheeling High School di Wheeling, Illinois; all'epoca, Kinsella era il batterista dei Cap'n Jazz e Holmes il chitarrista di vari gruppi. Kinsella conobbe poi Steve Lamos nel 1997, poiché entrambi suonavano nel gruppo The One Up Downstairs, che registrò anche un EP di tre tracce per la Polyvinyl Records, non uscito al momento per lo scioglimento della band e poi pubblicato successivamente nel 2006.
Quando gli altri due membri dei The One Up Downstairs, David e Allen Johnson, decisero di avviare un proprio gruppo (i Very Secretary), Kinsella, Lamos e Holmes formarono gli American Football.
Il gruppo ha pubblicato tra il 1998 e il 1999 un EP e un album in studio, entrambi self-titled e sempre sotto la Polyvinyl. Poco dopo, il trio ha deciso di sciogliersi.
Fin dall'uscita, l'album American Football ha ricevuto grande acclamazione di pubblico e critica, che ne hanno lodato la fusione di stili quali il cantautorato, il math rock (molte tracce sono infatti in tempi dispari o comunque inusuali) e l'indie rock/emo.
Il 21 aprile 2014 hanno annunciato due date negli Stati Uniti alle quali, dato il grande successo ottenuto, ne sono seguite altre anche in Canada, Spagna, Regno Unito, Giappone e Australia. In queste date sono stati accompagnati al basso dal cugino di Kinsella, Nate Kinsella.
Il 23 agosto 2016 hanno annunciato il loro secondo album, sempre dal titolo American Football, uscito poi il 21 ottobre 2016.
Nel dicembre del 2018 pubblicano il singolo intitolato Silhouettes, che anticipa il loro nuovo album uscito il 22 marzo del 2019, che, come da tradizione, è eponimo. Alcuni anni dopo, nel 2021, Steve Lamos ha annunciato l'uscita dal gruppo, rientrando nella formazione nel 2023. Nello stesso periodo, dopo una pausa dall'attività dal vivo che durava dal dicembre 2019, si sono esibiti come gruppo d'apertura nella data al Finsbury Park di Londra dei The 1975.

## Formazione
- Mike Kinsella – voce, chitarra, basso (1997-2000, 2014-presente)
- Steve Holmes – chitarra (1997-2000, 2014-presente)
- Nate Kinsella – basso (2014-presente)
- Steve Lamos – batteria, percussioni, tromba (1997-2000, 2014-2021, 2023-)

## Discografia

### Album in studio
- 1999 – American Football
- 2016 – American Football (LP2)
- 2019 – American Football (LP3)
- 2024 - American Football (Covers)

### EP
- 1998 – American Football EP
- 2019 – Year One Demos

### Singoli
- 2016 - Give Me the Gun
- 2016 - I've Been Lost for So Long
- 2019 - Silhouettes
- 2019 - Uncomfortably Numb (feat. Hayley Williams)
- 2021 - Rare Symmetry
- 2021 - Fade Into You